# Anastasia Vasjoekevitsj
Anastasia Vasjoekevitsj, ook bekend als Nastya Rybka, is een Wit-Russische escortgirl, die claimt bewijzen te hebben die de Russische miljonair Oleg Deripaska en adjunct-premier Sergej Prichodko in verband brengen met Russische inmenging in de Amerikaanse presidentsverkiezingen 2016.

## Bandopnamen Amerikaanse verkiezingen
Vasjoekovitsj werd in april 2018 in hechtenis genomen door de autoriteiten in Pattaya (Thailand), waar zij als sekscoach meewerkte aan een groepstraining in seks. De Thaise justitie klaagde coaches en cursisten aan wegens prostitutie en samenzwering. Kort tevoren had zij contact kunnen leggen met een Amerikaanse journalist.
Ze greep het contact aan om asiel te vragen aan de Amerikaanse regering in ruil voor informatie, waaronder 16 uur aan in augustus 2016 door haar gemaakte bandopnamen, die een nieuw licht kunnen werpen op mogelijke Russische inmenging in de Amerikaanse presidentsverkiezingen van 2016. 
Vasjoekevitsj zei dat ze een intieme relatie had met Oleg Deripaska, een Russische oligarch met nauwe banden met president Poetin en zakelijke contacten met de Amerikaanse lobbyist Paul Manafort. Ook claimde ze dat de opgenomen gesprekken een discussie van Deripaska met anderen over de Amerikaanse presidentsverkiezingen behelsden. Op sommige banden waren drie vloeiend Engels sprekende personen, volgens haar Amerikanen, te horen. 
In februari 2018 gaf Aleksej Navalny een video vrij van een ontmoeting van Deripaska  en vicepremier Prichodko. In de video beweerde Navalny dat Deripaska waarschijnlijk functioneerde als verbindingsman tussen de Russische regering en Paul Manafort in verband met de Russische pogingen om te interveniëren. Via een woordvoerder sprak Deripaska de in de video gepresenteerde manipulaties tegen. 
Spoedig nadat Vasjoekevitsj was gearresteerd, begon Navalny meer foto's van haar op zijn website te posten. Vervolgens vaardigde het Russische internet-agentschap Roskomnadzor een ambtelijke richtlijn uit, waardoor 18 miljoen websites, waaronder Navalny's website, gehost op het Telegram-netwerk, werden geblokkeerd.
In augustus 2018 vertelde Vasjoekevitsj, dat zij de bandopnamen - zonder ze te publiceren - naar Deripaska had verstuurd, in de hoop dat hij haar vrij zou weten te krijgen uit de gevangenis. Ook zei ze Deripaska beloofd te hebben verder geen commentaar te zullen geven op de inhoud van de bandopnamen. 
In 2018 won Deripaska in Rusland een rechtsgeding tegen Vasjoekevitsj wegens inbreuk op zijn privacy door het vrij geven van zowel foto's als video's van hen beiden.

## Arrestatie en vrijlating
Vasjoekevitsj werd in januari 2019 gearresteerd op de luchthaven van Moskou. Nadat video's van haar hardhandig in beslag werd genomen en gerechtelijke pleidooien voor haar vrijlating naar de pers waren gelekt, verlangde  president Aleksandr Loekasjenko van Wit-Rusland om haar vrijlating.
De rechtbank gaf daaraan onmiddellijk gevolg, hoewel Vasjoekevitsj wel verdachte blijft.